# UCIプロ・チーム
UCIプロチーム (UCI ProTeam) とは、国際自転車競技連合 (UCI) による自転車ロードレースチームの格付けの一つで、トップカテゴリーであるUCIワールドチームの下に位置づけられるカテゴリーである。2019年までの名称はUCIプロフェッショナルコンチネンタルチーム (UCI Professional Continental Teams)で、日本ではプロコンチネンタルチーム、プロコン（チ）などとも呼ばれた。2005年から2014年までのトップカテゴリーである「UCIプロチーム（現UCIワールドチーム）」とは異なる。

## 概要
2019年までのUCIプロフェッショナルコンチネンタルチームはUCIコンチネンタルサーキットを主に戦うチームであった。このコンチネンタルサーキットはヨーロッパ、アフリカ、オセアニア、アジア、アメリカの五つに分けられている。それぞれの地区で年間を通してロードレースのシリーズが設定されており、個人単位で年間チャンピオンが争われる。
2020年からは各コンチネンタルサーキットの上位レースが新たにUCIプロシリーズ(UCI ProSeries)に再編された。

## ビッグレースへの出場
UCIワールドツアーのレースではワイルドカードによって、そのほかのビッグレースでは主催者の推薦によって出場することができる。選定においては、レースの開催国に本拠地を置いているか、有力選手・実績ある選手を抱えているか、ドーピング対策を採るなど倫理規定がしっかりしているか、などが判断材料になることが多い。

### ビッグレースでの活躍
プロフェッショナルコンチネンタルチームと所属する選手にとって、露出度の高いUCIプロツアーやツール・ド・フランスをはじめとしたグランツールは、格好のアピールの場であり、高いモチベーションで臨んでくる。中には特定のレースのみに照準を絞って参加してくるチームすらあり（2008年のジロ・デ・イタリアで活躍したCFSグループ・ナヴィガーレが典型）、トップカテゴリーであるUCIプロチームに勝るとも劣らない成績を上げることがままある。
例えば2007年のツール・ド・フランスではバルロワールド所属のマウリシオ・ソレールが山岳賞を獲得したほかロバート・ハンターはステージ1勝をあげてポイント賞でも2位に入るなど大活躍した。
2008年の場合は、パリ～ニースではスキル・シマノのクレメント・ロテレリが山岳賞を獲得。このほかティレーノ～アドリアティコやバスク一周でもプロコンチーム所属の選手がステージ優勝した。
さらにジロ・デ・イタリアでも連日のように逃げを決めたり、ステージ優勝争いを繰り広げ、スリップストリームが第1ステージ、ティンコフ・クレジットシステムが第5、第19ステージ、LPRブレーキが第7ステージ、セッラメンティが第11ステージを制覇。CFSグループ・ナヴィガーレに至っては第6、第14、第15、第20と4つのステージで勝利し、同チーム所属のエマニュエル・セッラが圧倒的な力で山岳賞を獲得。結局21のステージのうち9ステージでプロコンチームが優勝を収める結果となった。

### 有力選手のプロコンチーム移籍
2008年は有力選手のプロコンチーム移籍が相次いだ。セッラメンティにはジロ・デ・イタリア総合優勝2回，総合2位1回のベテラン，ジルベルト・シモーニがサウニエルデュバル・プロディールから移籍。同年のジロ・デ・イタリアで活躍した他，LPRブレーキは2007年ジロ・デ・イタリア総合優勝のダニーロ・ディルーカをはじめジロ・デ・イタリア総合優勝2回のパオロ・サヴォルデッリ，有力クライマーのダニエーレ・ピエトロポッリを獲得。スリップストリームもツール・ド・フランスやジロ・デ・イタリアでステージ5勝のデヴィッド・ミラーや有力タイムトライアルスペシャリストのデヴィッド・ザブリスキーを獲得している。
プロツアーチームからプロコンチネンタルチームへの移籍が相次いだ理由は、プロツアーチームであれば全プロツアーレースに選手を派遣するという縛りがあるため、これによってレースのスケジュールや狙うレースへの調整が難しくなっていくこと。またカルロス・サストレ、トル・フースホフトらを獲得したサーヴェロ・テストチームは設立1年目にしてツールへ出場を決めるなど、有力選手を擁していればビッグレースへのワイルドカード枠を取得出来るという前例が増えてきたため、レーススケジュールに余裕を持たせたい有力選手にとって都合が良いという事もある。
2010年にもこの流れは見られ、アルカンシエル持ちのカデル・エヴァンス、前年アルカンシエル戴冠のアレッサンドロ・バッラン、アメリカロードチャンピオンのジョージ・ヒンカピーが揃ってBMC・レーシングチームに電撃移籍を果たした。
2017年、ツール山岳王のワレン・バルギルがフォルトゥネオ・オスカロと2018年から3年契約を結びチームに
加入することが発表された。

## 参加チーム

### 2019年のプロフェッショナルコンチネンタルチーム
2019年   25チーム
| チーム名                                                                 | 登録国         | UCI コード | バイク                                |
| ------------------------------------------------------------------------ | -------------- | ---------- | ------------------------------------- |
| アンドローニ・ジョカットーリ・シデルメク (Androni Giocattoli-Sidermec)   | イタリア       | ANS        | BOTTECCHIA                            |
| アルケア・サムシック (Arkea-Samsic)                                      | フランス       | PCB        | BH                                    |
| バルディアーニ・CSF (Bardiani CSF)                                       | イタリア       | BRD        | GUERCIOTTI                            |
| ブルゴス・BH (Burgos-BH)                                                 | スペイン       | BBH        | BH                                    |
| コフィディス・ソリュシオンクレディ (Cofidis Solutions Credits)           | フランス       | COF        | クォータ                              |
| カハルラル・セグロスRGA (Caja Rural-Seguros RGA)                         | スペイン       | CJR        | デローザ                              |
| コレンドン・サーカス (Corendon-Circus)                                   | ベルギー       | COC        | キャニオン                            |
| デルコ・マルセイユ・プロヴァンス (Delko Marseille Provence)              | フランス       | DMP        | ルック                                |
| トタル・ディレクト・エネルジー (Total Direct Energie)                    | フランス       | TDE        | ウィリエール トリエスティナ           |
| エウスカディ バスク カントリー・ムリアス (Euskadi Basque Country-Murias) | スペイン       | EUS        | オルベア                              |
| ガスプロム・ルスヴェロ (Gazprom Rusvelo)                                 | ロシア         | GAZ        | コルナゴ                              |
| ハーゲンスバーマン・アクション (Hagens Berman Axeon)                     | アメリカ合衆国 | HBA        | ピナレロ                              |
| イスラエル・サイクリングアカデミー (Israel Cycling Academy)              | イスラエル     | ICA        | デローザ                              |
| マンサナ・ポストボンチーム (Manzana Postobon Team)                       | コロンビア     | MZN        | GIOS                                  |
| NIPPO・ヴィーニファンティーニ・ファイザネ (Nippo-Vini Fantini-Faizanè)   | イタリア       | NIP        | デ・ローザ                            |
| ネーリソットーリ・セッレイタリア・KTM (Neri Sottoli Selle Italia KTM)    | イタリア       | NSK        | KTM                                   |
| チーム ノボノルディスク (Team Novo Nordisk)                              | アメリカ合衆国 | TNN        | コルナゴ                              |
| ラリー・UHC サイクリング (Rally UHC Cycling)                             | アメリカ合衆国 | RLY        | フェルト                              |
| リワル・レディネス サイクリングチーム (Riwal Readynez Cycling Team)      | デンマーク     | RIW        | ピナレロ                              |
| ルームポット・シャルル (Roompot-Charles)                                 | オランダ       | ROC        | ファクター                            |
| スポート・フラーンデレン バロワーズ (Sport Vlaanderen–Baloise)           | ベルギー       | SVB        | エディ・メルクス (Eddy Merckx Cycles) |
| ヴィタルコンセプト・B&Bホテルズ (Vital Concept - B&B Hotels)             | フランス       | VCB        | オルベア                              |
| W52-FCポルト (W52/FC PORTO)                                              | ポルトガル     | W52        | スイフト                              |
| ワンティ・ゴベール サイクリングチーム (Wanty-Gobert Cycling Team)        | ベルギー       | WGG        | キューブ                              |
| ワロニー ブリュッセル (Wallonie Bruxelles)                               | ベルギー       | WVA        | リドレー                              |

### 2018年のプロフェッショナルコンチネンタルチーム
2018年   27チーム
| チーム名 | 登録国         | UCI コード | バイク                                |
| --- | -------------- | ---------- | ------------------------------------- |
| アンドローニ・ジョカットーリ・シデルメク (Androni Giocattoli-Sidermec)                                        | イタリア       | ANS        | ボテッキア                            |
| アクア・ブルースポート (Aqua Bluesport)                                                                       | アイルランド   | ABS        | 3T                                    |
| バルディアーニ・CSF (Bardiani CSF)                                                                            | イタリア       | BRD        | チポリーニ                            |
| ブルゴス・BH (Burgos-BH)                                                                                      | スペイン       | BBH        | BH                                    |
| コフィディス・ソリュシオンクレディ (Cofidis Solutions Credits)                                                | フランス       | COF        | オルベア                              |
| カハルラル・セグロスRGA (Caja Rural-Seguros RGA)                                                              | スペイン       | CJR        | デローザ                              |
| CCC・スプランディ ポルコヴィツェ (CCC Sprandi Polkowice)                                                      | ポーランド     | CCC        | グエルチョッティ                      |
| デルコ・マルセイユ・プロヴァンス・カテエム (Delko Marseille Provence KTM)                                     | フランス       | DMP        | KTM                                   |
| ディレクトエネルジー (Direct Energie)                                                                         | フランス       | TDE        | BH                                    |
| エウスカディ バスク カントリー・ムリアス (Euskadi Basque Country-Murias)                                      | スペイン       | EUS        | オルベア                              |
| フォルトゥネオ・サムシック (Team Fortuneo-Samsic)                                                             | フランス       | FST        | ルック                                |
| ガスプロム・ルスヴェロ (Gazprom Rusvelo)                                                                      | ロシア         | GAZ        | コルナゴ                              |
| ハーゲンスバーマン・アクション (Hagens Berman Axeon)                                                          | アメリカ合衆国 | HBA        | スペシャライズド                      |
| ホロウェスコ・シタデル パワードバイ アラバホリソースィズ (Holowesko Citadel P/B Arapahoe Resources)           | アメリカ合衆国 | HCA        | BMC                                   |
| イスラエル・サイクリングアカデミー (Israel Cycling Academy)                                                   | イスラエル     | ICA        | デローザ                              |
| マンサナ・ポストボンチーム (Manzana Postobon Team)                                                            | コロンビア     | MZN        | GIOS                                  |
| NIPPO-ヴィーニ・ファンティーニ・ヨーロッパオヴィーニ (NIPPO-Vini Fantini-Europa Ovini)                        | イタリア       | NIP        | デ・ローザ                            |
| チーム ノボノルディスク (Team Novo Nordisk)                                                                   | アメリカ合衆国 | TNN        | コルナゴ                              |
| ラリー サイクリング (Rally Cycling)                                                                           | アメリカ合衆国 | RLY        | ダイアモンドバック                    |
| ルームポット・ネーデルランゼ・ロタレイ (Roompot Nederlandse Loterij)                                          | オランダ       | RNL        | アイザック                            |
| スポート・フラーンデレン バロワーズ (Sport Vlaanderen–Baloise)                                                | ベルギー       | SVB        | エディ・メルクス (Eddy Merckx Cycles) |
| ユナイテッド・ヘルスケア プロフェッショナル・サイクリングチーム (United Healthcare Professional Cycling Team) | アメリカ合衆国 | UHC        | オルベア                              |
| ヴェランダーズ・ウィレムス・クレーラン (Vérandas Willems–Crelan)                                              | ベルギー       | VWC        | スティーヴンス                        |
| ヴィタルコンセプト サイクリングクラブ (Vital Concept Cycling Club)                                            | フランス       | VCC        | オルベア                              |
| ワンティ・グループゴベール (Wanty–Groupe Gobert)                                                              | ベルギー       | WGG        | キューブ                              |
| ウィリエール・トリエスティーナ セッレ・イタリア (Wilier Triestina Selle Italia)                               | イタリア       | WIL        | ウィリエール                          |
| WBアクアプロテクト・ヴェランクラシック (WB Aqua Protect Veranclassic)                                         | ベルギー       | WVA        | リドレー                              |

### 2017年のプロフェッショナルコンチネンタルチーム
2017年   22チーム
| チーム名 | 登録国         | UCI コード | バイク                                |
| --- | -------------- | ---------- | ------------------------------------- |
| アンドローニ・ジョカットーリ (Androni Giocattoli)                                                             | イタリア       | ANS        | ボテッキア                            |
| アクア・ブルースポーツ (Aqua Bluesports)                                                                      | アイルランド   | ABS        | リドレー                              |
| バルディアーニ・CSF (Bardiani CSF)                                                                            | イタリア       | BRD        | チポリーニ                            |
| カハ・ルラル＝セグロス・RGA (Caja Rural Seguros RGA)                                                          | スペイン       | CJR        | フジ                                  |
| CCC・スプランディ ポルコウィチェ (CCC Sprandi Polcowice)                                                      | ポーランド     | CCC        | グエルチョッティ                      |
| コフィディス・ソリューションクレディ (Cofidis Solutions Credits)                                              | フランス       | COF        | オルベア                              |
| デルコ・マルセイユ・プロヴァンス-KTM (Delko Marseille Provence-KTM)                                           | フランス       | DMP        | KTM                                   |
| ディレクトエネルジー (Direct Energie)                                                                         | フランス       | DEN        | BH                                    |
| フォルトゥネオ・オスカロ (Fortuneo Oscaro)                                                                    | フランス       | FVC        | ルック                                |
| ガスプロム・ルスヴェロ (Gazprom Rusvelo)                                                                      | ロシア         | GAZ        | コルナゴ                              |
| イスラエル・サイクリングアカデミー (Israel Cycling Academy)                                                   | イスラエル     | ICA        | スペシャライズド                      |
| マンサナ・ポストボンチーム (Manzana Postobon Team)                                                            | コロンビア     | MZN        | GIOS                                  |
| NIPPO-ヴィーニ・ファンティーニ (NIPPO-Vini Fantini)                                                           | イタリア       | NIP        | デ・ローザ                            |
| ルームポット・ネザーランド・ロテリー (Roompot Nederlandse Loterij)                                            | オランダ       | RNL        | アイザック                            |
| ソウル・ブラジル プロ・サイクリングチーム (Soul Brasil Pro Cycling Team)                                      | ブラジル       | SOU        | ソウル                                |
| スポート・フラーンデレン バロワーズ (Sport Vlaanderen Baloise)                                                | ベルギー       | SVB        | エディ・メルクス (Eddy Merckx Cycles) |
| チーム・ノヴォ・ノルディスク (Team Novo Nordisk)                                                              | アメリカ合衆国 | TNN        | コルナゴ                              |
| ユナイテッド・ヘルスケア プロフェッショナル・サイクリングチーム (United Healthcare Professional Cycling Team) | アメリカ合衆国 | UHC        | オルベア                              |
| ヴェランダーズ・ウィレムス・クレーラン (Vérandas Willems–Crelan)                                              | ベルギー       | VWC        | フェルト                              |
| ワンティ・グループゴベール (Wanty–Groupe Gobert)                                                              | ベルギー       | WGG        | キューブ                              |
| WB フランクラシック・アクアリティ・プロテクト (WB Veranclassic Aqua Protect)                                  | ベルギー       | WVA        | リドレー                              |
| ウィリエール・トリエスティーナ セッレ・イタリア (Wilier Triestina Selle Italia)                               | イタリア       | WIL        | ウィリエール                          |

### 2015年のプロフェッショナルコンチネンタルチーム
2015年　20チーム
| チーム名                                                                 | 登録国           | UCI コード | 車体 |
| ------------------------------------------------------------------------ | ---------------- | ---------- | ---- |
| MTN・クベカ (MTN-Qhubeka)                                                | 南アフリカ共和国 | MTN        |      |
| コロンビア (Colombia)                                                    | コロンビア       | COL        |      |
| チーム・ノヴォノルディスク (Team Novo Nordisk)                           | アメリカ合衆国   | TNN        |      |
| ユナイテッド・ヘルスケア (UnitedHealthcare)                              | アメリカ合衆国   | UHC        |      |
| トップスポートフラーンデレン・バロワーズ (Topsport Vlaanderen-Baloise)   | ベルギー         | TSV        |      |
| ワンティ・グループゴベール (Wanty-Groupe Gobert)                         | ベルギー         | WGG        |      |
| クルトエナジー・プロサイクリング (Cult Energy Pro Cycling)               | デンマーク       | CLT        |      |
| カハルラル・セグロスエレヘアー (Caja Rural-Seguros RGA)                  | スペイン         | CJR        |      |
| ブルターニュ・セシェアンヴィロヌモン (Bretagne-Séché Environnement)      | フランス         | BSE        |      |
| コフィディス (Cofidis)                                                   | フランス         | COF        |      |
| チーム・ヨーロッパカー (Team Europcar)                                   | フランス         | EUC        |      |
| ボーラ・アルゴン18 (Bora-Argon 18)                                       | ドイツ           | BOA        |      |
| アンドローニ・ジョカットーリ (Androni-Sidermec)                          | イタリア         | AND        |      |
| バルディアーニ・チエセエフェ (Bardiani-CSF)                              | イタリア         | BAR        |      |
| NIPPO・ヴィーニファンティーニ (Nippo-Vini Fantini)                       | イタリア         | NIP        |      |
| サウスイースト (Southeast Pro Cycling)                                   | イタリア         | STH        |      |
| ルームポット・オラニエ・ペロトン (Team Roompot)                          | オランダ         | ROO        |      |
| CCC・スプランディ・ポルコウィチェ (CCC-Sprandi-Polkowice)                | ポーランド       | CCC        |      |
| ルスヴェロ (RusVelo)                                                     | ロシア           | RVN        |      |
| ドラパック・プロフェッショナルサイクリング (Drapac Professional Cycling) | オーストラリア   | DPC        |      |

### 2014年のプロフェッショナルコンチネンタルチーム
2014年　17チーム
| チーム名                         | 登録国           | UCI コード |
| -------------------------------- | ---------------- | ---------- |
| ? (MTN-Qhubeka)                  | 南アフリカ共和国 | MTN        |
| ? (Colombia)                     | コロンビア       | COL        |
| ? (Team Novo Nordisk)            | アメリカ合衆国   | TNN        |
| ? (UnitedHealthcare)             | アメリカ合衆国   | UHC        |
| ? (Topsport Vlaanderen-Baloise)  | ベルギー         | TSV        |
| ? (Wanty-Groupe Gobert)          | ベルギー         | WGG        |
| ? (Caja Rural-Seguros RGA)       | スペイン         | CJR        |
| ? (Bretagne-Séché Environnement) | フランス         | BSE        |
| ? (Cofidis)                      | フランス         | COF        |
| ? (NetApp-Endura)                | ドイツ           | TNE        |
| ? (Androni Giocattoli-Venezuela) | イタリア         | AND        |
| ? (Bardiani-CSF)                 | イタリア         | BAR        |
| ? (Neri Sottoli)                 | イタリア         | NRI        |
| ? (CCC-Sprandi-Polkowice)        | ポーランド       | CCC        |
| ? (RusVelo)                      | ロシア           | RVN        |
| ? (IAM Cycling)                  | スイス           | IAM        |
| ? (Drapac Professional Cycling)  | オーストラリア   | DPC        |

### 2013年のプロフェッショナルコンチネンタルチーム
2013年　20チーム
| チーム名                         | 登録国           | UCI コード |
| -------------------------------- | ---------------- | ---------- |
| ? (MTN-Qhubeka)                  | 南アフリカ共和国 | MTN        |
| ? (Colombia-Coldeportes)         | コロンビア       | COL        |
| ? (Team Type 1-Sanofi)           | アメリカ合衆国   | TT1        |
| ? (UnitedHealthcare)             | アメリカ合衆国   | UHC        |
| ? (Champion System)              | 中国             | CSS        |
| ? (Wanty-Groupe Gobert)          | ベルギー         | AJW        |
| ? (Crelan-Euphony)               | ベルギー         | LAN        |
| ? (Topsport Vlaanderen-Baloise)  | ベルギー         | TSV        |
| ? (Caja Rural-Seguros RGA)       | スペイン         | CJR        |
| ? (Bretagne-Séché Environnement) | フランス         | BSC        |
| ? (Cofidis)                      | フランス         | COF        |
| ? (Sojasun)                      | フランス         | SAU        |
| ? (Team Europcar)                | フランス         | EUC        |
| ? (NetApp-Endura)                | ドイツ           | TNE        |
| ? (Androni-Sidermec)             | イタリア         | AND        |
| ? (Bardiani-CSF)                 | イタリア         | COG        |
| ? (Vini Fantini-Selle Italia)    | イタリア         | VIN        |
| ? (CCC-Sprandi-Polkowice)        | ポーランド       | CCC        |
| ? (RusVelo)                      | ロシア           | RVN        |
| ? (IAM Cycling)                  | スイス           | IAM        |

### 2012年のプロフェッショナルコンチネンタルチーム
2012年　22チーム
| チーム名                         | 登録国         | UCI コード |
| -------------------------------- | -------------- | ---------- |
| ? (SpiderTech-C10)               | カナダ         | CSM        |
| ? (Colombia-Coldeportes)         | コロンビア     | COL        |
| ? (Team Type 1-Sanofi)           | アメリカ合衆国 | TT1        |
| ? (UnitedHealthcare)             | アメリカ合衆国 | UHC        |
| ? (Champion System)              | 中国           | CHA        |
| ? (Crelan-Euphony)               | ベルギー       | LAN        |
| ? (Topsport Vlaanderen-Baloise)  | ベルギー       | TSV        |
| ? (Wanty-Groupe Gobert)          | ベルギー       | VWA        |
| ? (Andalucía)                    | スペイン       | ACG        |
| ? (Caja Rural-Seguros RGA)       | スペイン       | CJR        |
| ? (Bretagne-Séché Environnement) | フランス       | BSC        |
| ? (Cofidis)                      | フランス       | COF        |
| ? (Sojasun)                      | フランス       | SAU        |
| ? (Team Europcar)                | フランス       | EUC        |
| ? (Southeast Pro Cycling)        | イギリス       | FAR        |
| ? (Team NetApp)                  | ドイツ         | APP        |
| ? (Bardiani-CSF)                 | アイルランド   | COG        |
| ? (Utensilnord-Named)            | アイルランド   | UNA        |
| ? (Acqua & Sapone)               | イタリア       | ASA        |
| ? (Androni-Sidermec)             | イタリア       | AND        |
| ? (Argos-Shimano)                | オランダ       | ARG        |
| ? (RusVelo)                      | ロシア         | RVN        |

### 2011年のプロフェッショナルコンチネンタルチーム
2011年　23チーム
| チーム名                                                                                  | 登録国         | UCI コード |
| ----------------------------------------------------------------------------------------- | -------------- | ---------- |
| アクア・エ・サポーネ (Acqua & Sapone)                                                     | イタリア       | ASA        |
| アンダルシア - カハ・グラナダ (Andalucía-Caja Granada)                                    | スペイン       | ACA        |
| アンドローニ・ジョカットーリ (Androni Giocattoli)                                         | イタリア       | AND        |
| チーム・ネタップ (Team NetApp)                                                            | ドイツ         | APP        |
| ブルターニュ・シュラー (Bretagne-Schuller)                                                | フランス       | BSC        |
| CCC・ポルサット・ポルコヴィツェ (CCC Polsat Polkowice)                                    | ポーランド     | CCC        |
| コロンビア・エス・パシオン - カフェ・デ・コロンビア (Colombia es Pasion-Cafe de Colombia) | コロンビア     | CEP        |
| カハ・ルラル (Caja Rural)                                                                 | スペイン       | CJR        |
| コフィディス (Cofidis)                                                                    | フランス       | COF        |
| コルナゴ - CSF・イノックス (Colnago-CSF Inox)                                             | アイルランド   | COG        |
| スパイダーテック (SpiderTech)                                                             | カナダ         | CSM        |
| デ・ローザ - チェラミカ・フラミニア (De Rosa-Ceramica Flaminia)                           | アイルランド   | DER        |
| ヨーロッパカー (Europcar)                                                                 | フランス       | EUC        |
| ファルネーゼ・ヴィーニ - ネーリ・ソットーリ (Farnese Vini-Neri Sottoli)                   | イギリス       | FAR        |
| エフ・デ・ジ (FDJ)                                                                        | フランス       | FDJ        |
| ジェオックス・TMC (Geox-TMC)                                                              | スペイン       | GEO        |
| ランドバウクレディット・コルナゴ (Landbouwkrediet - Colnago)                              | ベルギー       | LAN        |
| ソル・ソジャスュン (Saur-Sojasun)                                                         | フランス       | SAU        |
| スキル・シマノ (Skil-Shimano)                                                             | オランダ       | SKS        |
| トップスポート・フラーンデレン - メルカトル (Topsport Vlaanderen-Mercator)                | ベルギー       | TSV        |
| チーム・タイプ・1 (Team Type 1)                                                           | アメリカ合衆国 | TT1        |
| ユナイテッドヘルスケア (Unitedhealthcare)                                                 | アメリカ合衆国 | UHA        |
| フェランダス・ウィレムス - アクセント (Verandas Willems-Accent)                           | ベルギー       | VWA        |